# Пьер-э-Мари Кюри (станция метро)
Пьер-э-Мари Кюри (фр. Pierre et Marie Curie) — станция линии 7 Парижского метрополитена, расположенная в городе Иври-сюр-Сен. Названа в честь супругов и научно-исследовательского союза Пьера и Марии Кюри. 

## История
- Станция открылась 1 мая 1946 года в составе пускового участка Порт-д'Иври — Мэри д'Иври, первого участка линии 7, вышедшего за пределы Парижа. До 31 января 2007 года в названии станции фигурировало имя только самого Пьера Кюри, после чего название было дополнено именем его супруги.
- Пассажиропоток по станции по входу в 2011 году, по данным RATP, составил 1 416 989 человек[2]. В 2012 году он вырос до 1 444 456 человек[3], а в 2013 году снизился до 1 404 039 пассажиров (283 место по уровню входного пассажиропотока в Парижском метро)[4]

## Конструкция и оформление
Станция построена по типовому парижскому проекту односводчатой станции мелкого заложения с боковыми платформами, применявшемуся в 1900—1952 годах. В облицовке стен и свода станции использована глазурованная плитка стиля годен.

## Галерея

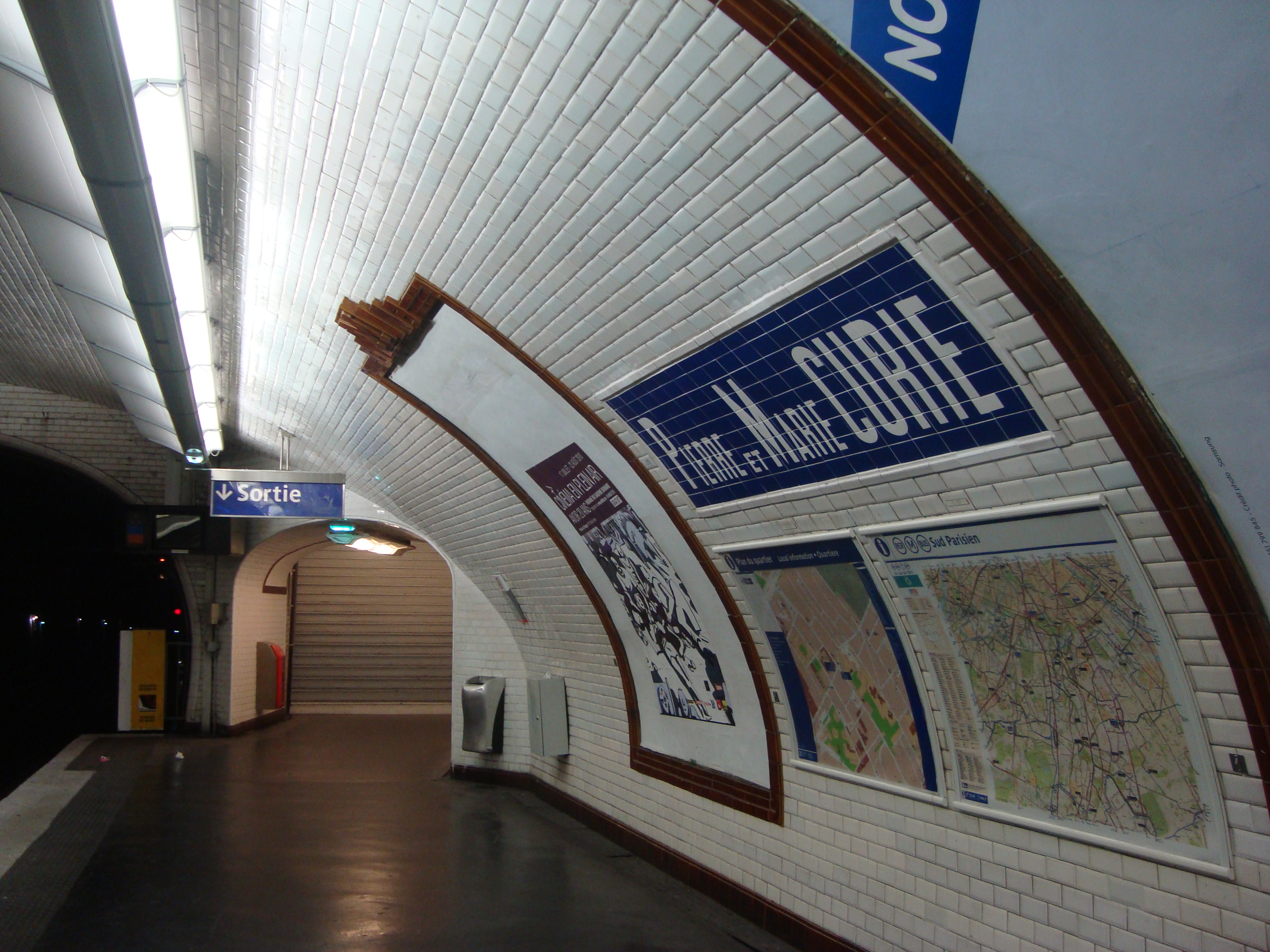
Оформление названия на путевой стене